# Mönchcedewijn Iczinchorloo
Mönchcedewijn Iczinchorloo (ur. 23 lutego 1998) – mongolska, a w latach 2017-2021 azerska judoczka.
Uczestniczka mistrzostw świata w 2017, 2018, 2019, 2022 i 2023. Startowała w Pucharze Świata w 2019. Dziewiąta na igrzyskach azjatyckich w 2022 i trzecia w drużynie. Srebrna medalistka igrzysk solidarności islamskiej w drużynie, w 2017. Trzecia na mistrzostwach Azerbejdżanu w 2017 i 2018. Mistrzyni Azji kadetek w 2015 roku.